# Obmorski pankracij
Obmorski pankracij (znanstveno ime Pancratium maritimum) je vrsta čebulnic, ki izvira s Kanarskih otokov in obeh strani sredozemske regije in Črnega morja od Portugalske, Maroka in Balearskih otokov vzhodno do Turčije, Sirije, Izraela in Kavkaza. V delih svojega območja razširjenosti na južni bolgarski ter severni turški in gruzijski obali Črnega morja. Naturalizirana je tudi v južni Kaliforniji, na Bermudih in na Azorih.
Pancratium maritimum raste na plažah in obalnih peščenih sipinah, pogosto z večino listov in lupin zakopanih v pesek. Vrstni pridevek maritimum pomeni »od morja«.

## Opis
Pancratium maritimum je čebulasta trajnica z dolgim vratom in sivimi, široko črtastimi listi, zimzelena, vendar listi v vročih poletjih pogosto odmrejo. Raste kot trajnica, zelnata rastlina in doseže višino približno 60 do 75 cm. Kot geofit tvori globoko ležečo čebulico s premerom približno 5 do 7 cm. Po cvetenju se pojavi pet do šest bazalnih listov, razporejenih v obliki ploščate spirale. Enostavni, sivozeleni, grobi listi so trakaste oblike, dolgi do 75 cm in široki med 1 in 2 cm.
Šest enotnih belih ovršnih listov je zraščenih v 6 do 8 centimetrov dolgo in zelo vitko lijakasto venčno cev. Prosti deli ovršnih listov so linearni - suličasti v dolžini od 3 do 5 centimetrov. Dvanajstzobati, lijakasti, bel venec je približno 2/3 dolg kot krona in je povezan s spodnjim delom prašnikov. Šest prašnikov, razporejenih v dveh izmenjujočih se krogih, visi nad dodatno krono. Trije plodiči so zraščeni v spodnji, triprekatni jajčnik.
Cvetovi imajo prijeten, eksotičen in zelo subtilen vonj po lilijah, ki se pokaže šele v tihih, brezvetrnih poletnih nočeh, ki omogočijo, da se nežna dišava zazna. Obdobje cvetenja traja od julija do septembra. Osupljivo veliki in dišeči cvetovi cvetijo le od popoldneva do naslednjega jutra. Hermafroditni cvetovi so trojni.
Rahlo trikotna, jajčasta, 2,3 do 3 centimetre dolga, lokulicidna, tridelna kapsula vsebuje od 10 do 40 semen. Smola črna semena so velika od 11 do 13 milimetrov. Obstaja sum, da so mravlje vpletene v raznašanje semen. Semena lahko dolgo plavajo, kar pomeni, da se lahko za njihovo širjenje uporablja tudi morska voda.

### Kemija
4'-hidroksi-5,7-dimetoksi-8-metilflavan je flavan, ki ga najdemo v P. maritimum.

## Ekologija
Pancratium maritimum oprašujejo veščci Agrius convolvuli (jastrebov molj). Te žuželke obiščejo cvet le, če je hitrost vetra manjša od 2 m/s. Tudi če je vrsta oprašena na umeten način v vetrovnem vremenu, opraševanje ni učinkovito. Pancratium maritimum ni dovzetna za svoj cvetni prah in ga je treba navzkrižno oprašiti.

## Gojenje
Gojenje je enostavno, vendar zahteva zelo sončno lego in zelo dobro odcedna, peščena tla. Za cvetenje potrebuje vroča poletja in pogosto sramežljivo cveti v hladnejših podnebjih. Odporna na USDA cono 8. Prenaša temperature do približno –5 °C. Razmnoževanje je s semeni ali delitvijo po cvetenju. Sadike lahko zacvetijo v tretjem ali četrtem letu.

## Kultura
Obmorski pankracij je ena od rastlin, ki jih Sveto pismo imenuje »rože«.
V Salomonovi pesmi (Vp 2,1) in v Izaijevi knjigi (Iz 35,1-2) sta opevani rodovitna šaronska ravnina in vrtnica S(ch)aron. Obmorski pankracij (hebrejsko חבצלת החוף), ki jo prav tako najdemo v sipinah te nižine, se danes pogosto identificira z njo zaradi hebrejskega imena Šaronova vrtnica (חבצלת השרון). Številni postbiblijski pesniki so omenjali tudi to rožo saron. Primer je pesem, ki ji je leta 1726 sledil Johann Heinrich Reitz s svojo biografijo Georga Balthasarja v zgodovini prerojenih.
Legenda o Restituti iz Afrike trdi, da so obmorski pankraciji zacveteli, ko je njeno truplo pristalo na Ischii.
Cvetovi obmorskega pankracija so pogost motiv v stenskih poslikavah izkopanih hiš na vulkanskem otoku Santorini in so bili verjetno uporabljeni kot standard za freske in intarzije poleg cveta lilije.
- Rastlina z opadajočimi listi in nezrelimi plodovi v obliki kapsule
- Odprta, zrela kapsula in črna semena
- Na jugovzhodni obali Krete - rastoča skupina v neposredni bližini morja
- Že najmanjše kopičenje peska na kamnitih tleh, tudi v poplavnem območju, zadošča kot koreninska podlaga za naselitev obmorskega pankracija.